# 糸満町集団殺人事件
糸満町集団殺人事件（いとまんちょうしゅうだんさつじんじけん）とは、1967年2月10日にアメリカ占領下の沖縄の糸満町（現糸満市）で発生したリンチ殺人事件である。

## 事件の概要
1967年2月10日午前0時、糸満町武富集落で旧正月の年始回り（1967年の旧正月は2月9日）を終えて帰って来た被害者（40歳）を集団で待ち伏せし、集落内のムイガー広場に連行し、木材で滅多打ちして殺害するリンチ殺人事件が発生した。被害者は顔貌が崩れるほど滅多打ちにされ、頭蓋骨は粉々に砕かれていたという。

## 事件の動機
この事件の被害者は、1961年に傷害致死で約4年間収監されたことのある前科者であった。出所後は真人間になろうと努力し、1966年には『遥かなる空』という本を月刊沖縄社から出版していたこともあった。普段は大人しかったが酒乱の気があり、酔うとしばしば暴れるので集落の「鼻つまみ者」として嫌われていた。
そこで、集落の青年会で被害者の殺害を計画し、実行に移されることになった。
その後、集落の青年会長ら13人が逮捕されたが、彼らは「決して後悔していない」「あんな者がいなくなって喜んでいる」と嘯いたという。地域住民も集落挙げて犯人の減刑運動を繰り広げることを決議した。
琉球大学助教授の伊江朝章は、この事件を「後進性の表れ」だと評し、シマ社会の閉鎖性を強く批判した。